# Australoecia posteroacuta
Australoecia posteroacuta is een mosselkreeftjessoort uit de familie van de Pontocyprididae. De wetenschappelijke naam van de soort is voor het eerst geldig gepubliceerd in 1989 door Coles & Whatley.